# علی دارابی
علی دارابی (زادهٔ ۲۰ آبان ۱۳۴۰ اراک، روستای وفس) سیاستمدار و پژوهشگر ایرانی است که عضو هیئت علمی دانشگاه صداوسیما و محقق در حوزه ارتباطات و انقلاب اسلامی ایران و قائم‌مقام وزیر و معاون میراث فرهنگی وزارت میراث فرهنگی، گردشگری و صنایع دستی ایران است.

## زندگی‌نامه
علی دارابی کارشناسی علوم سیاسی را در سال ۱۳۶۹ و مدرک کارشناسی ارشد خود را در همان رشته در سال ۱۳۷۲ از دانشکده حقوق و علوم سیاسی دانشگاه تهران دریافت کرد. او در رشته علوم سیاسی گرایش جامعه‌شناسی سیاسی از واحد علوم تحقیقات دانشگاه آزاد در مقطع دکتری فارغ‌التحصیل شد.

## فعالیت ها
علی دارابی در سال‌های ۱۳۵۸ تا ۱۳۷۷ در جهاد سازندگی مسئولیت اداره روابط عمومی وزارت جهاد سازندگی و همچنین قائم مقام تعاون ستاد مرکزی مهندسی جنگ جهاد را بر عهده داشت. او در فاصله سال‌های ۱۳۷۷–۱۳۸۴ معاون اداری و مالی، معاون پژوهش و برنامه‌ریزی و معاون امور مراسم ستاد شورای هماهنگی تبلیغات اسلامی بوده‌است.
از جمله دیگر مسئولیت‌های او می‌توان به معاون امور مجلس و استانهای سازمان صداو سیما (۱۳۸۴–۱۳۸۶)، قائم مقام سازمان صدا و سیما (۱۳۸۶–۱۳۸۹)، معاون سیمای سازمان صدا و سیما (۱۳۸۹–۱۳۹۳)، مشاور رئیس سازمان صداوسیما (۱۳۹۳–۱۳۹۵)، معاون امور استان‌های سازمان صدا و سیما (۱۳۹۵–۱۴۰۰) مشاور رئیس و مدیر بررسی تاریخی و سیاسی مؤسسه حفظ و نشر آثار مقام معظم رهبری (۱۳۹۳–۱۳۹۵) و رئیس ستاد سالگرد پیروزی انقلاب اسلامی در صدا و سیما اشاره کرد.
از جمله مهم‌ترین اقدامات وی می‌توان به مطالعه، تدارک و راه اندازی شبکه‌های نسیم، پویا، ورزش، نمایش، تماشا، مستند، افق، سلامت و همچنین تولید مجموعه نمایشی پایتخت ۱-۲-۳، مجموعه نمایشی ۱۱۰ قسمتی کیمیا که برای نخستین بار در تلویزیون در این دوره بوده‌است.
علی دارابی در حاشیه بیست و یکمین جشنواره تولیدات مراکز استان‌ها گفت هیچ محدودیتی وجود ندارد، همه مسئولان از دولت موقت تا دولت فعلی را روی آنتن ببریم تا آن‌ها در رابطه با دستاوردهای ۱۰ ساله انقلاب اسلامی صحبت کنند. او همچنین معتقد است که در رادیو و تلویزیون باید ۱۶ لهجه و گویش موجود در ایران منعکس شود.
وی با شروع به کار ضرغامی در وزارت میراث فرهنگی، گردشگری و صنایع‌دستی، در شهریور ماه سال ۱۴۰۰ به سمت قائم‌مقام وزیر و معاون میراث فرهنگی کشور منصوب شد.

## تألیفات
دارابی بیش از ۲۰ عنوان کتاب را تاکنون تألیف کرده‌است که بخشی از آنها شامل:
| تحقیقات و تالیفات |                                                                                      |                                                                |             |                                                                           |
| ردیف              | عنوان تحقیق                                                                          | نوع تحقیق: تألیف/ تدوین/ تحقیق/ ترجمه/ متن درسی/ تصحیح انتقادی | تاریخ اتمام | محل انتشار یا ارائه (نام ناشر)                                            |
| ۱                 | دانش و فن تحلیل سیاسی                                                                | تالیف                                                          | تدوین       | دانشگاه سازمان صدا وسیما                                                  |
| ۲                 | طبقه متوسط جدید در ایران؛ از تکوین تا تحول                                           | تالیف                                                          | زیر چاپ     | انتشارات جهاد دانشگاهی                                                    |
| ۳                 | گفتمان‌های توسعه سیاسی در ایران                                                       | تالیف                                                          | زیر چاپ     | پژوهشگاه فرهنگ و اندیشه اسلامی                                            |
| ۴                 | فقه و سیاست و حکومت                                                                  | تالیف                                                          | ۱۳۹۹        | انتشارات جهاد دانشگاهی                                                    |
| ۵                 | آینده پژوهی انقلاب اسلامی (بیم‌ها و امیدها)                                           | تالیف                                                          | ۱۳۹۵        | انتشارات امیرکبیر/ چاپ دوم                                                |
| ۶                 | میدان انقلاب (مجموعه مصاحبه‌ها، مقالات و یادداشت‌های صاحبنظران دربارهٔ انتخابات سال ۸۸) | سرپرست نویسندگان                                               | ۱۳۹۵        | مؤسسه پژوهشی فرهنگی انقلاب اسلامی (حفظ و نشر آثار آیت ا… العظمی خامنه ای) |
| ۷                 | پرسش‌ها و شبهات (بیش از ۱۰۰۰ شبهه و پرسش دربارهٔ انقلاب، نظام، امام و رهبری)           | سرپرست نویسندگان                                               | ۱۳۹۵        | مؤسسه پژوهشی فرهنگی انقلاب اسلامی (حفظ و نشر آثار آیت ا… العظمی خامنه ای) |
| ۸                 | جامعه‌شناسی انتخاب یازدهم                                                             | تالیف                                                          | ۱۳۹۲        | انتشارات همشهری                                                           |
| ۹                 | درآمدی بر جامعه‌شناسی ارتباطات، فرهنگ و رسانه                                         | تالیف                                                          | ۱۳۹۰        | انتشارات جهاد دانشگاهی/ چاپ ششم                                           |
| ۱۰                | انتخابات ریاست جمهوری، شبکه‌های ماهواره ای و شبهات انتخاباتی                          | تألیف                                                          | ۱۳۸۹        | مؤسسه سبوح قدوس                                                           |
| ۱۱                | جریان‌شناسی سیاسی در ایران                                                            | تألیف                                                          | ۱۳۸۸        | تهران: پژوهشگاه فرهنگ و اندیشه اسلامی/چاپ شانزدهم                         |
| ۱۲                | رفتار انتخاباتی در ایران؛ الگوها و نظریه‌ها                                           | تألیف                                                          | ۱۳۸۸        | انتشارات سروش/ چاپ هفتم                                                   |
| ۱۳                | ۲۵ گفتار پیرامون انقلاب اسلامی                                                       | تألیف                                                          | ۱۳۸۳        | تهران: نشر هماهنگ                                                         |
| ۱۴                | زیتون سرخ (حزب ا… الگوی مقاومت)                                                      | تألیف                                                          | ۱۳۸۷        | تهران: مؤسسه فرهنگی مطبوعاتی جام جم/ چاپ سوم                              |
| ۱۵                | گفتمان پاسخگویی                                                                      | تألیف                                                          | ۱۳۸۳        | تهران: نشر هماهنگ                                                         |
| ۱۶                | سفرنامه کربلا (حدیث واقعه)                                                           | تألیف                                                          | ۱۳۸۳        | تهران: نشر هماهنگ                                                         |
| ۱۷                | روی خط اندیشه (جستاری دوباره در اندیشه‌های شهید بهشتی و فاجعه هفتم تیر سال ۱۳۶۰)      | تألیف                                                          | ۱۳۸۳        | تهران: نشر هماهنگ                                                         |
| ۱۸                | چکاد اندیشه (سیری در شخصیت و اندیشه‌های حضرت امام خمینی «ره»                          | تألیف                                                          | ۱۳۸۳        | تهران: نشر هماهنگ                                                         |
| ۱۹                | سیاستمداران اهل فیضیه؛ بررسی پیشینه و نقد عملکرد جامعه روحانیت مبارز تهران           | تألیف                                                          | ۱۳۸۱        | تهران: انتشارات نشر سیاست/ چاپ دوم                                        |
| ۲۰                | انتخاب هشتم، (تحلیلی بر هشتمین دوره انتخابات ریاست جمهوری)                           | تألیف                                                          | ۱۳۸۱        | تهران: نشر سیاست                                                          |
| ۲۱                | کارگزاران سازندگی از فراز تا فرود                                                    | تألیف                                                          | ۱۳۸۱        | تهران: نشر سیاست                                                          |
| ۲۲                | از خانه خود تا خانه خدا (سفرنامه حج)                                                 | تألیف                                                          | ۱۳۷۴.       | تهران: نشر شورای هماهنگی تبلیغات اسلامی                                   |

## جوایز و سوابق بین‌المللی
|      | جوایز و سوابق بین‌المللی                                                                                               |                                                                                                  |
| ردیف | نام جشنواره | رتبه                                                                                             |
| ۱    | چهارمین جشنواره ستارگان روابط عمومی ایران(۳ خرداد 1396)                                                               | ستاره ماندگار روابط عمومی                                                                        |
| ۲    | دانشگاه صداوسیمای جمهوری اسلامی ایران (۱۳۹۴)                                                                          | استاد نمونه                                                                                      |
| ۳    | نشان عالی روابط عمومی همایش روز ملی ارتباطات و روابط عمومی("انجمن متخصصان روابط عمومی" و "موسسه کارگزار روابط عمومی") | همایش روز ملی ارتباطات و روابط عمومی («انجمن متخصصان روابط عمومی" و "مؤسسه کارگزار روابط عمومی") |
| ۴    | همایش بین‌المللی مهدویت (سالن همایش‌های صدا و سیما، ۱۳۹۱)                                                               | نشان مهدی یار                                                                                    |
| ۵    | مدیر برتر و نفر اول روابط عمومی ایران در ۵ سال پیاپی (سال‌های ۷۳٬۷۴٬۷۵٬۷۶٬۷۷)                                          | مدیر برتر و نفر اول روابط عمومی ایران                                                            |
| ۶    | نمایشگاه گردشگری - پانزدهمین نمایشگاه بین‌المللی گردشگری و صنایع وابسته ۱۴۰۰                                           |                                                                                                  |